# Judith Rodin
Judith Rodin (nascida Judith Seitz, 9 de setembro de 1944) é uma filantropa com uma longa história no ensino superior dos EUA. Ela foi presidente da Fundação Rockefeller de 2005 a 2017. De 1994 a 2004, Rodin foi a 7ª presidente permanente da Universidade da Pensilvânia e a primeira mulher presidente permanente de uma universidade da Ivy League.

## Infância e educação
Rodin nasceu judia na Filadélfia, Pensilvânia. Ela era a mais nova de duas filhas de Morris e Sally Seitz. Ela se formou com honras na Philadelphia High School for Girls e ganhou uma bolsa de estudos para a Universidade da Pensilvânia (Penn). Na Penn, Rodin se formou em psicologia e se formou em bacharelado na University's College for Women, em 1966. Ela foi presidente do Governo Estudantil Feminino da Penn e liderou as bases para a fusão com o Governo Estudantil Masculino, que finalmente formou o Comitê Estudantil de Educação de Graduação (SCUE) em 1965, que levou à co-educação do Colégio de Artes e Ciências. Ela recebeu um Ph.D. da Universidade de Columbia em 1970. Rodin também completou algumas pesquisas de pós-doutorado na Universidade da Califórnia em Irvine em 1971.

## Carreira acadêmica
Depois de lecionar brevemente na Universidade de Nova York, Rodin tornou-se professora associada da Universidade de Yale, onde seria conhecida pelos estudantes por ser uma palestrante popular. Ela ocupou vários cargos de professora e outros cargos em Yale, entre 1972 e 1994, incluindo o de Reitora da Escola de Pós-Graduação em Artes e Ciências, presidente do Departamento de Psicologia e Reitora.
Em 1994, Rodin foi nomeada presidente da Universidade da Pensilvânia (Penn), tornando-se a primeira mulher presidente permanente de uma instituição da Ivy League e a primeira graduada da universidade a assumir seu mais alto papel de liderança. Sua antecessora imediata foi a Dra. Claire M. Fagin, que serviu em 1994 como Presidente Interina. Como presidente, Rodin guiou a universidade por um período de crescimento e desenvolvimento sem precedentes que transformou o núcleo acadêmico da Penn e melhorou drasticamente a qualidade de vida no campus e na comunidade ao seu redor. Ela encorajou a revitalização da Cidade Universitária e do Oeste da Filadélfia por meio de segurança pública; do estabelecimento de alianças da Wharton School para pequenas empresas; do desenvolvimento de edifícios e paisagens urbanas voltados para a comunidade; e do estabelecimento de uma escola de parceria liderada por universidades, a Sadie Tanner Mossell Alexander University of Pennsylvania Partnership School.
Sob a liderança de Rodin, a Penn revigorou seus recursos, dobrando seu financiamento de pesquisa e triplicando sua arrecadação anual e o tamanho de sua doação. Rodin também criou a Penn Medicine, a organização unificada que compreende a faculdade de medicina e o hospital da universidade; atraiu um número recorde de candidatos de graduação, criando as aulas mais seletivas de todos os tempos da Penn; e subiu no ranking do US News &amp; World Report das principais universidades nacionais de pesquisa de 16º em 1994 para 4º em 2002.

## A Fundação Rockefeller
Rodin tornou-se presidente da Fundação Rockefeller em março de 2005. Após a devastação do furacão Sandy em 2012, Rodin foi nomeada pelo governador de Nova York, Andrew Cuomo, para co-presidente do NYS 2100, uma comissão encarregada de encontrar maneiras de melhorar a resiliência e a força da infraestrutura do estado diante de desastres naturais e outras emergências.

## Outros trabalhos profissionais
Rodin faz parte do Conselho de Administração da Trilogy Education Services, Citigroup e Comcast Corporation, onde atuou como diretora-presidente até 2006. Rodin também atuou nos conselhos de várias corporações, incluindo Aetna, Electronic Data Systems (EDS) e BlackRock. Ela continua atuando como administradora da Brookings Institution.

## Vida pessoal
Rodin é casada com Paul R. Verkuil, ex-presidente do College of William and Mary, ex-reitor da Tulane University Law School e ex-CEO da American Automobile Association. Verkuil é professor da Faculdade de Direito Benjamin N. Cardozo, onde atuou anteriormente como reitor. Rodin já foi casada duas outras vezes, com Bruce Rodin e Nicholas Neijelow, com quem tem um filho.

## Prêmios e honras
Rodin foi eleita para a Academia Americana de Artes e Ciências em 1990. Em 1994, Rodin recebeu o Golden Plate Award da American Academy of Achievement. Ela foi eleita para a American Philosophical Society em 1995.
Em 2003, Rodin foi nomeada para a lista do PoliticsPA das "Mulheres Politicamente Mais Poderosas da Pensilvânia". Nesse mesmo ano, Rodin recebeu o Prêmio Filadélfia, concedido aos "cidadãos da região que mais atuaram na promoção do melhor e maior interesse da comunidade".
Rodin foi nomeada uma das 50 mulheres mais poderosas de Crain em Nova York por três anos consecutivos. Rodin também foi reconhecida como uma das 100 mulheres mais poderosas do mundo pela revista Forbes, e pela National Association of Corporate Directors' (NACD's) 2011 Directorship 100, em reconhecimento ao seu trabalho promovendo os mais altos padrões de governança corporativa.